# Veerdienst Moerdijk-Willemsdorp
De Veerdienst Moerdijk-Willemsdorp vormde een verbinding tussen Brabant en Holland over het Hollandsch Diep. Aan Brabantse kant lag de veerstoep in het havenstadje Moerdijk. Willemsdorp, thans een wijk van Dordrecht, was de aanlandingsplaats aan de overzijde en het dorpje ontstond juist door de instelling van het veer.

## Geschiedenis
Bij het verkeer van de zuidelijke naar de westelijke provincies was het Hollands Diep lange tijd een grote hindernis, die alleen per schip kon worden overbrugd. Vanwege het bestaan van aansluitende (onverharde) wegen bestond er op die locatie reeds in de zeventiende eeuw een zeilend veer, een beurtschipper. Ook kon men overgeroeid worden. Bij harde wind was de verbinding niet van gevaar ontbloot: op 14 juli 1711 verdronk de prins van Oranje Johan Willem Friso bij de oversteek.
In 1820 vormde het Hollands Diep de (ontbrekende) schakel in de recent aangelegde straatweg, die de beide hoofdsteden van de Nederlanden verbond, Den Haag en Brussel. Onder meer omdat hij van mening was dat in zijn koninkrijk ervaring met stoomvaart diende te worden opgedaan, liet Willem I de mogelijkheid van een stoomveerpont onderzoeken. Na een positief advies kreeg Gerhard Moritz Roentgen de opdracht een schip te ontwerpen, dat in Engeland werd gebouwd door Boulton and Watt. Deze Wilhelmina was een raderstoomboot die plaats bood aan twee grote diligences, 12 paarden en 20 tot 30 passagiers. Het moest de overtocht in een kwartier kunnen maken. Op 12 augustus 1822 werd het stoomveer in dienst genomen. Een jaar later vervaardigde John Cockerill een tweede veer, naar voorbeeld van de Wilhelmina, maar dit schip had last van mankementen.

### Spoorweg
In 1855 werd de aanleg van een nieuwe spoorlijn van Antwerpen naar Rotterdam tot aan Moerdijk voltooid. De Spoorwegmaatschappij Antwerpen-Rotterdam, eigenaar van de spoorweg, liet vanuit Moerdijk twee raderstoomschepen direct op Rotterdam varen ten behoeve van de treinpassagiers. Voor de veerdienst Moerdijk-Willemsdorp betekende dit een voorlopig einde. Tot aan de komst van de eerste Moerdijkbrug in 1872 werd de overtocht nog enige jaren zeilend of roeiend verricht.

### Tweede veerdienst
Met de toename van het autoverkeer, maar voordat voor dit vervoermiddel een brug werd gebouwd, kwam in 1912 een tweede veerdienst in de vaart. Met de schepen Moerdijk, Willemsdorp en Dordrecht werd een autoveer onderhouden van de haven van Moerdijk naar de oude veerstoep in Willemsdorp. In 1920 kwam het veer in handen van de staat en het daarop volgende jaar werden 10.000 auto's overgezet. Over het jaar 1928 was sprake van 60.000 voertuigen en in 1935 werden 192.000 auto's overgezet. Nadat in 1936 een autobrug over het Hollands Diep werd voltooid, kwam definitief een eind aan de veerdienst.